# Schörgelhof
Der Schörgelhof, früher auch Gallerhof oder Vossenburg genannt, war ein Wehrbau und späterer Edelshof der auf einem kleinen Hügel an der Kreuzung Schörgelgasse-Petersgasse in Graz stand. Seine Geschichte reicht bis in das 14. Jahrhundert zurück. Er diente einst zur Überwachung der aus St. Peter und Waltendorf kommenden Straßen. An seinem Platz wurde 1955 ein neuer Bau für die Technische Universität Graz errichtet.

## Geschichte
Im 14. und 15. Jahrhundert scheint der Hof im Besitz des Geschlechtes der Hornecker befunden zu haben. Am 10. Jänner 1477 wird erwähnt, dass der Hof dem Spital der Betfrauen zu Graz gestiftet wurde. Der genaue Zeitpunkt der Stiftung lässt sich nicht mehr zurückverfolgen. 1477 wurde er gegen Jahreszins an Philipp Breuner aus dem österreichischen Adelsgeschlecht derer von Breuner verpachtet, der ihn kurz darauf als freies Eigen löste. Breuner baute den Wehrbau zu einem Edelssitz um und verkaufte in später.

### Der Sitz als Gallerhof
Die Galler wurden so neuer Besitzer. 1590 verkaufte Willhelm Galler den entsprechend bezeichneten Gallerhof für 6.000 Gulden und 100 Dukaten als Leihkauf an Weilhelm Freiherr von Windischgrätz  aus dem Adelsgeschlecht derer von Windisch-Graetz. Als dieser nicht zahlte, holten sich die Galler den Hof durch eine Räumungsklage zurück.

### Der Sitz als Vossenburg
1603 wurde er an Gissbert Vosso, den Leibarzt des Erzherzogs Ferdinand II., verkauft. 1607 schenkte Ferdinand Vosso einen Teich im Münzgraben zu dem Hof. 1624 verkaufte Vosso die Vossenburg.

### Der Sitz als Schörcklhof
Neuer Besitzer wurde die Apothekersfrau Catharina Schörckhlin, die dem Schörcklhof ihren Namen gab. Am 10. November 1635 erbte Georg Christof Schörckl den Hof. Sein Sohn musste 1671 wegen eines Darlehens bei Adam von Wundegg, das er nicht zurückzahlen konnte, den Hof an diesen abtreten. Um 1680 wurde der Hof an Rudolf Freiherr von Rindsmaul verpachtet. 1685 wurde der Pachtvertrag gelöst und der Hof wurde 1686 an Georg Adam Graf Lengheim verkauft. Am 7. August 1743 riss eine Überschwemmung des Grazbaches einen großen Teil der Gründe von Graf Lengheims Untertanen weg. 

### Der Sitz als Militärgebäude und Teil der TU Graz

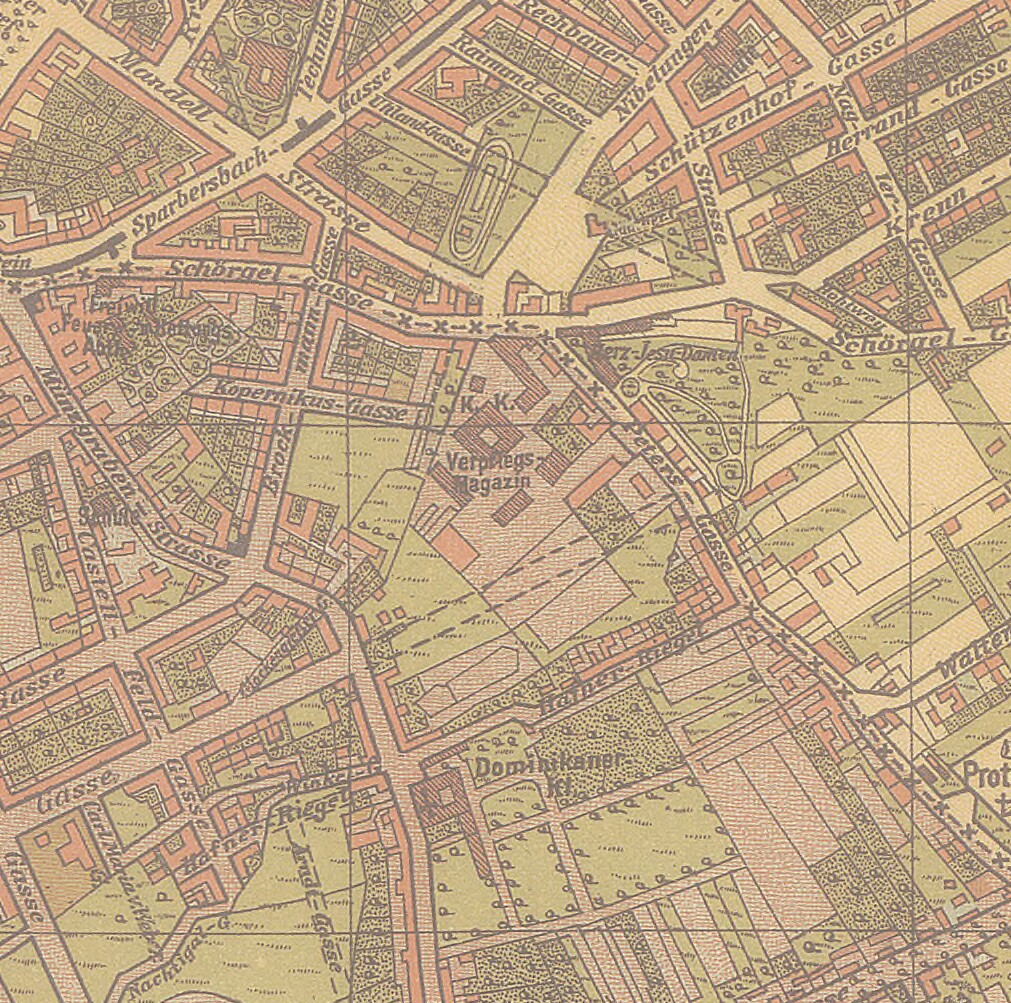
K. K. Verpflegungsmagazin auf einer Karte um 1900

Das Militär erwarb am 18. August 1770 den Schörcklhof. 1944 wurden die Gebäude des Hofes durch Bombenangriffe fast vollständig zerstört. 1955 wurde an seiner Stelle mit der Errichtung eines Neubaues für die Technische Universität Graz begonnen.

## Nachweise
- Robert Baravalle: Burgen und Schlösser der Steiermark. Leykam, Graz 1995, ISBN 3-7011-7323-0, S. 8–9 (Nachdruck von 1961).

Koordinaten: 47° 3′ 57,7″ N, 15° 27′ 9,7″ O